# Kreis Szerencs
Der Kreis Szerencs (ungarisch Szerencsi járás) ist ein Kreis innerhalb des nordostungarischen Komitats Borsod-Abaúj-Zemplén. Er grenzt im Süden an das Komitat Hajdú-Bihar. Der Kreis entstand im Zuge der Verwaltungsreform Anfang 2013 aus 14 der 18 Gemeinden des gleichnamigen Kleingebiets (ungarisch Szerencsi kistérség). Jeweils 2 Gemeinden wechselten zum Kreis Miskolc (Sóstófalva und Újcsanálos) und zum Kreis Gönc (Golop und Tállya). Die beiden letzteren kamen aber nach der Kommunalwahl (2013 ??) wieder zurück in die Herkunftsregion.

Der Kreis hat eine durchschnittliche Gemeindegröße von 2.472 Einwohnern auf einer Fläche von 29,97 Quadratkilometern. Die Bevölkerungsdichte liegt etwas unter der des Komitats. Die Kreisstadt ist die einzige Stadt im Kreis.

## Gemeindeübersicht
| Gemeinde       | Status       | Herkunft Kleingebiet | Einwohnerzahl | Einwohnerzahl | Einwohnerzahl | Fläche     | Bevölkerungs- dichte (Ew./km²) |
| Gemeinde       | Status       | Herkunft Kleingebiet | 01.10.2011    | 01.01.2013    | 01.01.2016    | 01.01.2016 | Bevölkerungs- dichte (Ew./km²) |
| -------------- | ------------ | -------------------- | ------------- | ------------- | ------------- | ---------- | ------------------------------ |
| Alsódobsza     | Gemeinde     | Szerencs             | 298           | 298           | 280           | 10,68      | 26,2                           |
| Bekecs         | Gemeinde     | Szerencs             | 2.494         | 2.521         | 2.443         | 25,72      | 95,0                           |
| Golop          | Gemeinde     | Szerencs             | 562           | 560           | 542           | 9,43       | 57,5                           |
| Legyesbénye    | Gemeinde     | Szerencs             | 1.548         | 1.538         | 1.461         | 20,31      | 71,9                           |
| Mád            | Gemeinde     | Szerencs             | 2.246         | 2.290         | 2.152         | 31,86      | 67,5                           |
| Megyaszó       | Gemeinde     | Szerencs             | 2.728         | 2.711         | 2.683         | 53,42      | 50,2                           |
| Mezőzombor     | Gemeinde     | Szerencs             | 2.372         | 2.429         | 2.459         | 38,79      | 63,4                           |
| Monok          | Gemeinde     | Szerencs             | 1.734         | 1.700         | 1.577         | 41,96      | 37,6                           |
| Prügy          | Gemeinde     | Szerencs             | 2.444         | 2.489         | 2.515         | 31,39      | 80,1                           |
| Rátka          | Gemeinde     | Szerencs             | 952           | 970           | 930           | 11,78      | 78,9                           |
| Szerencs       | Gemeinde     | Szerencs             | 9.198         | 9.166         | 8.942         | 36,68      | 243,8                          |
| Taktaharkány   | Großgemeinde | Szerencs             | 3.611         | 3.658         | 3.587         | 39,13      | 91,7                           |
| Taktakenéz     | Gemeinde     | Szerencs             | 1.257         | 1.293         | 1.279         | 19,74      | 64,8                           |
| Taktaszada     | Gemeinde     | Szerencs             | 1.919         | 1.949         | 1.909         | 25,74      | 74,2                           |
| Tállya         | Gemeinde     | Szerencs             | 1.930         | 1.975         | 1.864         | 37,96      | 49,1                           |
| Tiszalúc       | Großgemeinde | Szerencs             | 5.305         | 5.247         | 4.933         | 44,88      | 109,9                          |
| Kreis Szerencs |              |                      | 40.598        | 40.794        | 39.556        | 479,47     | 82,5                           |